# جسی کولتر
میریام جانسون (زاده ۲۵ مه ۱۹۴۳)، که به‌طور حرفه‌ای با نام جسی کولتر شناخته می‌شود، یک خواننده کانتری آمریکایی است که بیشتر به خاطر همکاری‌هایش با همسرش، نوازنده کانتری ، ویلون جنینگز، و برای موفقیت کراس اوور «من لیزا نیستم» در سال ۱۹۷۵ شناخته می‌شود.
میریام جانسون در ۲۵ مه 1943 در فینیکس، آریزونا متولد شد، و در یک خانه پنطیکاستی بزرگ شد. مادرش واعظ پنطیکاستی و پدرش راننده اتومبیل‌های مسابقه ای بود. کولتر در ۱۱ سالگی پیانیست کلیسای خود شد.
کولتر یکی از معدود هنرمندان زنی بود که از جنبش " کشور قانون شکن " در اواسط دهه ۱۹۷۰ بیرون آمد.
کولتر پس از قرارداد با کاپیتول رکوردز آهنگ "I'm Not Lisa" را منتشر کرد که در صدر جدول کانتری قرار گرفت و به پنج رتبه برتر جدول پاپ رسید.

## آهنگ‌شناسی
| آلبوم‌های استودیویی - 1970: یک ستاره کشور متولد شد - 1975: من جسی کولتر هستم - 1976: جسی - 1976: Diamond in the Rough - 1977: میریام - 1978: این روشی است که یک کابوی راک اند رول می‌کند - 1981: Ridin' Shotgun - 1984: راک اند رول لالایی - 1996: جسی کولتر فقط برای بچه‌ها می‌خواند: آهنگ‌هایی از سراسر جهان - 2006: بیرون از خاکستر - ۲۰۱۷: مزامیر - 2023: Edge of Forever | آلبوم‌های همکاری - 1976: تحت تعقیب! قانون شکنان (با ویلون جنینگز، ویلی نلسون و تامپال گلیزر) - 1981: چرم و توری (با ویلون جنینگز) - 1978: عمارت سفید (با ویلون جنینگز، جان دیلون، استیو کش و اریک کلاپتون) آلبوم‌های تألیفی - ۱۹۹۵: مجموعه جسی کولتر - 2003: بهترین‌های جسی کولتر: یاغی… یک بانو |